# Eredivisie 2012/13/Transfers zomer
Dit is een lijst van transfers uit de Nederlandse Eredivisie in de zomer van 2012.
De transferperiode duurde van 9 juni t/m 31 augustus 2012. Deals mogen op elk moment van het jaar gesloten worden, maar de transfers zelf mogen pas in de transferperiodes plaatsvinden. Transfervrije spelers (spelers zonder club) mogen op elk moment van het jaar gestrikt worden.
Afkortingen: DM = Doelman, VD = Verdediger, MV = Middenvelder, AV = Aanvaller

## ADO Den Haag

### In
| Naam                   | Nationaliteit | Positie | Oude club      |
| ---------------------- | ------------- | ------- | -------------- |
| Aaron Meijers          | Nederland     | MV      | RKC Waalwijk   |
| Vito Wormgoor          | Nederland     | VD      | De Graafschap  |
| Dion Malone            | Nederland     | VD      | Almere City FC |
| Kevin Jansen           | Nederland     | MV      | Feyenoord      |
| Rydell Poepon          | Nederland     | AV      | De Graafschap  |
| Garry Mendes Rodrigues | Nederland     | MV      | FC Boshuizen   |
| Danny Holla            | Nederland     | MV      | FC Groningen   |

### Uit
| Naam                     | Nationaliteit | Positie | Nieuwe club                                            |
| ------------------------ | ------------- | ------- | ------------------------------------------------------ |
| Lex Immers               | Nederland     | MV      | Feyenoord                                              |
| Christian Kum            | Nederland     | VD      | sc Heerenveen                                          |
| Ebi Smolarek             | Polen         | AV      | n.n.b.                                                 |
| Filip Lukšík             | Slowakije     | VD      | Slovan Bratislava                                      |
| John Verhoek             | Nederland     | AV      | Stade Rennes (was gehuurd) -> FSV Frankfurt (verhuurd) |
| Aleksandar Radosavljevič | Slovenië      | MV      | VVV-Venlo (verhuurd)                                   |

## Ajax

### In
| Naam                | Nationaliteit | Positie | Oude club                   |
| ------------------- | ------------- | ------- | --------------------------- |
| Lasse Schøne        | Denemarken    | MV      | N.E.C.                      |
| Rodney Sneijder     | Nederland     | MV      | FC Utrecht (was verhuurd)   |
| Roly Bonevacia      | Nederland     | MV      | NAC Breda (was verhuurd)    |
| Darío Cvitanich     | Argentinië    | AV      | Boca Juniors (was verhuurd) |
| Geoffrey Castillion | Nederland     | AV      | RKC Waalwijk (was verhuurd) |
| Ilan Boccara        | Frankrijk     | MV      | Paris Saint Germain         |
| Viktor Fischer      | Denemarken    | MV      | Eigen jeugd                 |
| Tobias Sana         | Zweden        | AV      | IFK Goteborg                |
| Niklas Moisander    | Finland       | VD      | AZ                          |
| Christian Poulsen   | Denemarken    | MV      | Evian FC                    |
| Danny Hoesen        | Nederland     | AV      | Fulham FC                   |
| Ryan Babel          | Nederland     | AV      | TSG 1899 Hoffenheim         |
| Lucas Andersen      | Denemarken    | MV      | Aalborg BK                  |

### Uit
| Naam                 | Nationaliteit | Positie | Nieuwe club         |
| -------------------- | ------------- | ------- | ------------------- |
| Marco Bizot          | Nederland     | DM      | FC Groningen        |
| André Ooijer         | Nederland     | VD      | gestopt             |
| Jeroen Verhoeven     | Nederland     | DM      | FC Utrecht          |
| Bruno Silva          | Uruguay       | VD      | gestopt             |
| Florian Jozefzoon    | Nederland     | AV      | RKC Waalwijk        |
| Ismaïl Aissati       | Marokko       | MV      | Antalyaspor         |
| Dmitri Boelykin      | Rusland       | AV      | FC Twente           |
| Nicolás Lodeiro      | Uruguay       | MV      | Botafogo            |
| Jan Vertonghen       | België        | VD      | Tottenham Hotspur   |
| Rodney Sneijder      | Nederland     | MV      | RKC Waalwijk        |
| Mounir El Hamdaoui   | Marokko       | AV      | Fiorentina          |
| Darío Cvitanich      | Argentinië    | AV      | OGC Nice            |
| Aras Özbiliz         | Nederland     | AV      | Koeban Krasnodar    |
| Vurnon Anita         | Nederland     | MV      | Newcastle United    |
| Theo Janssen         | Nederland     | MV      | Vitesse             |
| Gregory van der Wiel | Nederland     | VD      | Paris Saint-Germain |

## AZ

### In
| Naam              | Nationaliteit | Positie | Oude club      |
| ----------------- | ------------- | ------- | -------------- |
| Viktor Elm        | Zweden        | MV      | sc Heerenveen  |
| Mikhail Rosheuvel | Nederland     | AV      | Almere City FC |
| Donny Gorter      | Nederland     | MV      | NAC Breda      |
| Yves De Winter    | België        | DM      | De Graafschap  |
| Steven Berghuis   | Nederland     | AV      | FC Twente      |
| Markus Henriksen  | Noorwegen     | MV      | Rosenborg BK   |

### Uit
| Naam               | Nationaliteit | Positie | Nieuwe club |
| ------------------ | ------------- | ------- | ----------- |
| Brett Holman       | Australië     | MV      | Aston Villa |
| Erik Schouten      | Nederland     | VD      | FC Volendam |
| Niki Mäenpää       | Finland       | DM      | VVV-Venlo   |
| Charlison Benschop | Nederland     | AV      | Stade Brest |
| Simon Poulsen      | Denemarken    | VD      | Sampdoria   |
| Ragnar Klavan      | Estland       | VD      | FC Augsburg |
| Rasmus Elm         | Zweden        | MV      | CSKA Moskou |
| Niklas Moisander   | Finland       | VD      | Ajax        |

## Feyenoord

### In
| Naam              | Nationaliteit | Positie | Oude club                |
| ----------------- | ------------- | ------- | ------------------------ |
| Daryl Janmaat     | Nederland     | VD      | sc Heerenveen            |
| Joris Mathijsen   | Nederland     | VD      | Málaga CF                |
| John Goossens     | Nederland     | MV      | N.E.C.                   |
| Lex Immers        | Nederland     | MV      | ADO Den Haag             |
| Harmeet Singh     | Noorwegen     | MV      | Vålerenga IF             |
| Ruud Vormer       | Nederland     | MV      | Roda JC Kerkrade         |
| Omar Elabdellaoui | Noorwegen     | AV      | Manchester City, gehuurd |
| Graziano Pellè    | Italië        | AV      | Parma FC, gehuurd        |
| Wesley Verhoek    | Nederland     | AV      | FC Twente                |
| Mitchell te Vrede | Nederland     | AV      | Excelsior                |

### Uit
| Naam                 | Nationaliteit | Positie | Nieuwe club                                     |
| -------------------- | ------------- | ------- | ----------------------------------------------- |
| Darley Ramón Torres  | Brazilië      | DM      | Clube Náutico Capibaribe                        |
| Jordy van Deelen     | Nederland     | VD      | was al verhuurd aan Excelsior, verhuurd         |
| Daniel Fernández     | Spanje        | VD      | KRC Genk                                        |
| Mats van Huijgevoort | Nederland     | VD      | Excelsior, verhuurd                             |
| Bart Schenkeveld     | Nederland     | VD      | Heracles Almelo, was verhuurd aan Excelsior     |
| Matthew Steenvoorden | Nederland     | VD      | Excelsior, verhuurd                             |
| Gill Swerts          | België        | VD      | nnb                                             |
| Ron Vlaar            | Nederland     | VD      | Aston Villa                                     |
| Karim El Ahmadi      | Marokko       | MV      | Aston Villa                                     |
| Adil Auassar         | Nederland     | MV      | De Graafschap , was verhuurd aan RKC Waalwijk   |
| Otman Bakkal         | Nederland     | MV      | Dinamo Moskou, was gehuurd van PSV              |
| Ricky van Haaren     | Nederland     | MV      | VVV-Venlo                                       |
| Shabir Isoufi        | Nederland     | MV      | Telstar verhuurd, was verhuurd aan FC Dordrecht |
| Kevin Jansen         | Nederland     | MV      | ADO Den Haag, was verhuurd aan Excelsior        |
| Jerson Cabral        | Nederland     | AV      | FC Twente                                       |
| John Guidetti        | Zweden        | AV      | Manchester City, was gehuurd                    |
| Elvis Manu           | Nederland     | AV      | Excelsior, verhuurd                             |

## FC Groningen

### In
| Naam             | Nationaliteit | Positie | Oude club                   |
| ---------------- | ------------- | ------- | --------------------------- |
| Filip Kostić     | Servië        | AV      | FK Radnički 1923 Kragujevac |
| Paco van Moorsel | Nederland     | AV      | FC Den Bosch                |
| Michael de Leeuw | Nederland     | AV      | De Graafschap               |
| Mitchell Schet   | Nederland     | AV      | RKC Waalwijk                |
| Género Zeefuik   | Nederland     | AV      | PSV                         |
| Marco Bizot      | Nederland     | DM      | Ajax                        |
| Stefano Magnasco | Chili         | MV      | Universidad Catolica        |
| Andraž Kirm      | Slovenië      | AV      | Wislaw Krakow               |

### Uit
| Naam              | Nationaliteit | Positie | Nieuwe club           |
| ----------------- | ------------- | ------- | --------------------- |
| Dušan Tadić       | Servië        | AV      | FC Twente             |
| Koen van de Laak  | Nederland     | MV      | Ajax Cape Town        |
| Thomas Enevoldsen | Denemarken    | MV      | KV Mechelen           |
| Nicklas Pedersen  | Denemarken    | AV      | KV Mechelen           |
| Danny Holla       | Nederland     | MV      | ADO Den Haag          |
| Brian van Loo     | Nederland     | DM      | Heracles Almelo       |
| Renze Fij         | Nederland     | DM      | Heracles Almelo       |
| Leonard Nienhuis  | Nederland     | DM      | SC Cambuur (verhuurd) |
| Petter Andersson  | Zweden        | MV      | FC Midtjylland        |

## Heracles Almelo

### In
| Naam                | Nationaliteit | Positie | Oude club            |
| ------------------- | ------------- | ------- | -------------------- |
| Brian van Loo       | Nederland     | DM      | FC Groningen         |
| Renze Fij           | Nederland     | DM      | FC Groningen         |
| Dragan Paljić       | Duitsland     | VD      | Wisła Kraków         |
| Jeroen Veldmate     | Nederland     | VD      | Sparta Rotterdam     |
| Milano Koenders     | Nederland     | VD      | NAC Breda            |
| Dario Vujičević     | Kroatië       | MV      | FC Twente            |
| Christian Dorda     | Duitsland     | VD      | SpVgg Greuther Fürth |
| Geoffrey Castillion | Nederland     | AV      | Ajax (gehuurd)       |
| Bart Schenkeveld    | Nederland     | VD      | Feyenoord            |

### Uit
| Naam                   | Nationaliteit | Positie | Nieuwe club   |
| ---------------------- | ------------- | ------- | ------------- |
| Tim Breukers           | Nederland     | VD      | FC Twente     |
| Dennis Telgenkamp      | Nederland     | DM      | SC Cambuur    |
| Anmar Almubaraki       | Nederland     | AV      | FC Emmen      |
| Olivier ter Horst      | Nederland     | VD      | Helmond Sport |
| Gaby Jallo             | Nederland     | VD      | Willem II     |
| Antoine van der Linden | Nederland     | VD      | FC Emmen      |
| Mark Looms             | Nederland     | VD      | NAC Breda     |

## sc Heerenveen

### In
| Naam               | Nationaliteit | Positie | Oude club               |
| ------------------ | ------------- | ------- | ----------------------- |
| Jukka Raitala      | Finland       | VD      | Hoffenheim              |
| Mark Uth           | Duitsland     | AV      | 1. FC Köln              |
| Marten de Roon     | Nederland     | MV      | Sparta Rotterdam        |
| Matthew Amoah      | Ghana         | AV      | Mersin Idman Yurdu      |
| Christian Kum      | Nederland     | VD      | ADO Den Haag            |
| Gianni Zuiverloon  | Nederland     | VD      | Real Mallorca (gehuurd) |
| Marco Pappa        | Guatemala     | AV      | Chicago Fire            |
| Alfreð Finnbogason | IJsland       | AV      | Helsingborgs IF         |
| Daniël de Ridder   | Nederland     | AV      | Grasshoppers            |
| Lukáš Mareček      | Tsjechië      | MV      | Anderlecht (gehuurd)    |

### Uit
| Naam               | Nationaliteit | Positie | Nieuwe club   |
| ------------------ | ------------- | ------- | ------------- |
| Daryl Janmaat      | Nederland     | VD      | Feyenoord     |
| Viktor Elm         | Zweden        | MV      | AZ            |
| Geert Arend Roorda | Nederland     | MV      | N.E.C.        |
| Bas Dost           | Nederland     | AV      | VfL Wolfsburg |
| Gerald Sibon       | Nederland     | AV      | gestopt       |
| Michal Švec        | Tsjechië      | MV      | Győri ETO FC  |
| Luciano Narsingh   | Nederland     | AV      | PSV           |
| Oussama Assaidi    | Nederland     | AV      | Liverpool FC  |

## NAC Breda

### In
| Naam           | Nationaliteit     | Positie | Oude club               |
| -------------- | ----------------- | ------- | ----------------------- |
| Mark Looms     | Nederland         | VD      | Heracles Almelo         |
| Thilo Leugers  | Duitsland         | MV      | FC Twente               |
| Anouar Hadouir | Nederland         | MV      | Alemannia Aachen        |
| Sepp De Roover | België            | VD      | SK Lokeren              |
| Danny Verbeek  | Nederland         | AV      | Standard Luik (gehuurd) |
| Nadir Çiftçi   | Nederland Turkije | AV      | Kayserispor             |

### Uit
| Naam              | Nationaliteit | Positie | Nieuwe club                 |
| ----------------- | ------------- | ------- | --------------------------- |
| Ömer Bayram       | Turkije       | AV      | Kayserispor                 |
| Florian Jozefzoon | Nederland     | AV      | RKC Waalwijk (was gehuurd)  |
| Robbert Schilder  | Nederland     | MV      | FC Twente                   |
| Donny Gorter      | Nederland     | MV      | AZ                          |
| Santi Kolk        | Nederland     | AV      | 1. FC Union Berlin          |
| Milano Koenders   | Nederland     | VD      | Heracles Almelo             |
| Jeffrey Sarpong   | Nederland     | MV      | Real Sociedad (was gehuurd) |
| Jim van Fessem    | Nederland     | DM      | Gestopt                     |
| Roly Bonevacia    | Nederland     | MV      | Ajax (was gehuurd)          |
| Nourdin Boukhari  | Nederland     | AV      | RKC Waalwijk                |
| Stefano Seedorf   | Nederland     | AV      | n.n.b.                      |

## N.E.C.

### In
| Naam                    | Nationaliteit | Positie | Oude club                  |
| ----------------------- | ------------- | ------- | -------------------------- |
| Evander Sno             | Nederland     | MV      | RKC Waalwijk               |
| Geert Arend Roorda      | Nederland     | MV      | sc Heerenveen              |
| Stijn de Looijer        | Nederland     | MV      | FC Den Bosch               |
| Danny van den Meiracker | Nederland     | AV      | SV Spakenburg              |
| Michel Breuer           | Nederland     | VD      | sc Heerenveen              |
| Rick ten Voorde         | Nederland     | AV      | RKC Waalwijk (was gehuurd) |
| Admir Bajrovic          | Zweden        | AV      | IFK Trollhättan            |
| Søren Rieks             | Denemarken    | MV      | Esbjerg fB                 |
| Marcel Stutter          | Duitsland     | MV      | SV Holzwickede             |
| Khalid Sinouh           | Marokko       | DM      | PSV                        |
| Victor Pálsson          | IJsland       | MV      | New York Red Bulls         |

### Uit
| Naam               | Nationaliteit | Positie | Nieuwe club                                   |
| ------------------ | ------------- | ------- | --------------------------------------------- |
| John Goossens      | Nederland     | MV      | Feyenoord                                     |
| Lasse Schøne       | Denemarken    | MV      | Ajax                                          |
| Stef Nijland       | Nederland     | AV      | PSV                                           |
| Krisztián Vadócz   | Hongarije     | MV      | Odense BK                                     |
| Zoltán Szélesi     | Hongarije     | VD      | Újpest FC                                     |
| Erton Fejzullahu   | Zweden        | AV      | Djurgardens IF (was verhuurd aan Mjällby AIF) |
| Dammyano Grootfaam | Nederland     | VD      | FC Oss                                        |
| Marco van Duin     | Nederland     | DM      | ADO Den Haag                                  |
| Niels Wellenberg   | Nederland     | VD      | n.n.b.                                        |
| Bram Nuytinck      | Nederland     | VD      | Anderlecht                                    |

## PEC Zwolle

### In
| Naam                | Nationaliteit | Positie | Oude club               |
| ------------------- | ------------- | ------- | ----------------------- |
| Ronnie Reniers      | Nederland     | AV      | FC Den Bosch            |
| Giovanni Gravenbeek | Nederland     | VD      | Willem II               |
| Fred Benson         | Nederland     | AV      | Lechia Gdańsk           |
| Joost Broerse       | Nederland     | MV      | Excelsior               |
| Mike Koenders       | Duitsland     | VD      | FC Emmen                |
| Danny Wintjens      | Nederland     | DM      | Fortuna Sittard         |
| Youness Mokhtar     | Nederland     | AV      | FC Eindhoven            |
| Denni Avdić         | Zweden        | AV      | Werder Bremen (gehuurd) |

### Uit
| Naam             | Nationaliteit | Positie | Nieuwe club            |
| ---------------- | ------------- | ------- | ---------------------- |
| Said Bakkati     | Nederland     | VD      | FC Emmen               |
| Norair Mamedov   | Nederland     | VD      | FC Emmen               |
| Nassir Maachi    | Nederland     | AV      | AEK Larnaca            |
| Ruud ter Heide   | Nederland     | AV      | FC Emmen (was gehuurd) |
| Joran Pot        | Nederland     | MV      | Go Ahead Eagles        |
| Gieljan Tissingh | Nederland     | VD      | AGOVV                  |

## PSV

### In
| Naam              | Nationaliteit | Positie | Oude club             |
| ----------------- | ------------- | ------- | --------------------- |
| Mark van Bommel   | Nederland     | MV      | AC Milan              |
| Mathias Jørgensen | Denemarken    | VD      | FC Kopenhagen         |
| Boy Waterman      | Nederland     | DM      | Alemannia Aachen      |
| Ruud Swinkels     | Nederland     | DM      | FC Eindhoven          |
| Luciano Narsingh  | Nederland     | AV      | sc Heerenveen         |
| Stefan Nijland    | Nederland     | AV      | N.E.C. (was verhuurd) |

### Uit
| Naam                       | Nationaliteit | Positie | Nieuwe club     |
| -------------------------- | ------------- | ------- | --------------- |
| Funso Ojo                  | België        | MV      | K. Beerschot AC |
| Género Zeefuik             | Nederland     | AV      | FC Groningen    |
| Jan Vennegoor of Hesselink | Nederland     | AV      | gestopt         |
| Benjamin van Leer          | Nederland     | DM      | FC Eindhoven    |
| Stijn Wuytens              | België        | MV      | K. Beerschot AC |
| Andreas Isaksson           | Zweden        | DM      | Kasımpaşa SK    |
| Otman Bakkal               | Nederland     | MV      | Dinamo Moskou   |
| Khalid Sinouh              | Marokko       | DM      | N.E.C.          |

## RKC Waalwijk

### In
| Naam               | Nationaliteit | Positie | Oude club            |
| ------------------ | ------------- | ------- | -------------------- |
| Florian Jozefzoon  | Nederland     | AV      | Ajax                 |
| Peter Jungschläger | Nederland     | MV      | Gold Coast United FC |
| Denzel Slager      | Nederland     | MV      | FC Utrecht (jeugd)   |
| Rodney Sneijder    | Nederland     | MV      | Ajax                 |
| Richard Barroilhet | Frankrijk     | AV      | Fulham               |
| Teddy Chevalier    | Frankrijk     | AV      | Zulte-Waregem        |
| Theo Lucius        | Nederland     | MV      | FC Eindhoven         |
| Mart Lieder        | Nederland     | AV      | Vitesse              |
| Nourdin Boukhari   | Nederland     | AV      | NAC Breda            |
| Michael Lamey      | Nederland     | AV      | Wisła Kraków         |

### Uit
| Naam            | Nationaliteit | Positie | Nieuwe club          |
| --------------- | ------------- | ------- | -------------------- |
| Aaron Meijers   | Nederland     | VD/MV   | ADO Den Haag         |
| Evander Sno     | Nederland     | MV      | N.E.C.               |
| Mitchell Schet  | Nederland     | AV      | FC Groningen         |
| Roald van Hout  | Nederland     | MV      | Sparta Rotterdam     |
| Rick ten Voorde | Nederland     | AV      | N.E.C. (was gehuurd) |

## Roda JC Kerkrade

### In
| Naam                      | Nationaliteit  | Positie | Oude club          |
| ------------------------- | -------------- | ------- | ------------------ |
| Abel Tamata               | Nederland      | VD      | PSV                |
| Danilo Luís Hélio Pereira | Portugal       | CM      | Parma              |
| Filip Kurto               | Polen          | DM      | Wisła Kraków       |
| Mateusz Kuzmicki          | België         | VD      | Club Brugge        |
| Krisztián Németh          | Hongarije      | MV      | Olympiakos Piraeus |
| Tamás Kádár               | Hongarije      | MV      | Newcastle United   |
| Amin Affane               | Zweden Marokko | MV      | Chelsea            |

### Uit
| Naam             | Nationaliteit | Positie | Nieuwe club |
| ---------------- | ------------- | ------- | ----------- |
| Ruud Vormer      | Nederland     | MV      | Feyenoord   |
| Mads Junker      | Denemarken    | AV      | KV Mechelen |
| Wiljan Pluim     | Nederland     | AV      | PEC Zwolle  |
| Paweł Kieszek    | Polen         | DM      | FC Porto    |
| Leon Broekhof    | Nederland     | LB      | SC Cambuur  |
| Kenneth Staelens | België        | AV      | n.n.b.      |

## FC Twente

### In
| Naam              | Nationaliteit | Positie | Oude club                           |
| ----------------- | ------------- | ------- | ----------------------------------- |
| Dušan Tadić       | Servië        | AV      | FC Groningen                        |
| Alexander Bannink | Nederland     | MV      | PEC Zwolle (was verhuurd)           |
| Tim Breukers      | Nederland     | VD      | Heracles Almelo                     |
| Andreas Bjelland  | Denemarken    | VD      | FC Nordsjælland                     |
| Robbert Schilder  | Nederland     | MV      | NAC Breda                           |
| Edwin Gyasi       | Nederland     | AV      | De Graafschap                       |
| Felipe Gutiérrez  | Chili         | MV      | Universidad Católica                |
| Dmitri Boelykin   | Rusland       | AV      | Ajax                                |
| Luc Castaignos    | Nederland     | AV      | Internazionale                      |
| Edson Braafheid   | Nederland     | VD      | TSG 1899 Hoffenheim (wordt gehuurd) |
| Dedryck Boyata    | België        | VD      | Manchester City (wordt gehuurd)     |
| Jerson Cabral     | Nederland     | AV      | Feyenoord                           |

### Uit
| Naam                | Nationaliteit | Positie | Nieuwe club                       |
| ------------------- | ------------- | ------- | --------------------------------- |
| Nick Marsman        | Nederland     | DM      | Go Ahead Eagles (wordt verhuurd)  |
| Ola John            | Nederland     | AV      | SL Benfica                        |
| Bart Buysse         | België        | VD      | Club Brugge                       |
| Gladestony da Silva | Brazilië      | MV      | Desportivo Brasil (was gehuurd)   |
| Dwight Tiendalli    | Nederland     | VD      | Swansea City                      |
| Thilo Leugers       | Duitsland     | MV      | NAC Breda                         |
| Steven Berghuis     | Nederland     | AV      | AZ Alkmaar                        |
| Emir Bajrami        | Zweden        | AV      | AS Monaco (wordt verhuurd)        |
| Luuk de Jong        | Nederland     | AV      | Borussia Monchengladbach          |
| Joshua John         | Nederland     | AV      | FC Nordsjaelland (wordt verhuurd) |
| Glynor Plet         | Nederland     | AV      | KRC Genk (wordt verhuurd)         |
| Wesley Verhoek      | Nederland     | AV      | Feyenoord                         |
| Nils Röseler        | Duitsland     | VD      | VVV-Venlo                         |

## FC Utrecht

### In
| Naam             | Nationaliteit | Positie | Vorige club |
| ---------------- | ------------- | ------- | ----------- |
| Robbin Ruiter    | Nederland     | DM      | FC Volendam |
| Bob Schepers     | Nederland     | AV      | SC Cambuur  |
| Jeroen Verhoeven | Nederland     | DM      | Ajax        |

### Uit
| Naam                     | Nationaliteit | Positie | Nieuwe club          |
| ------------------------ | ------------- | ------- | -------------------- |
| Roberto Junior Fernández | Paraguay      | DM      | Racing Club          |
| Enzio Boldewijn          | Nederland     | AV      | FC Den Bosch         |
| Frank Demouge            | Nederland     | AV      | AFC Bournemouth      |
| Alje Schut               | Nederland     | VD      | Mamelodi Sundowns FC |

## Vitesse

### In
| Naam                | Nationaliteit | Positie | Oude club                      |
| ------------------- | ------------- | ------- | ------------------------------ |
| Nikola Aksentijević | Servië        | VD      | FK Partizan                    |
| Just Berends        | Nederland     | VD      | AGOVV Apeldoorn (was verhuurd) |
| Simon Cziommer      | Duitsland     | MV      | Red Bull Salzburg              |
| Theo Janssen        | Nederland     | MV      | Ajax                           |
| Gaël Kakuta         | Frankrijk     | AV      | Chelsea FC (gehuurd)           |
| Mathew Morais       | Nederland     | VD      | FC Dordrecht                   |
| Dan Mori            | Israël        | VD      | Bnei Jehoeda Tel Aviv          |
| Marcus Pedersen     | Noorwegen     | AV      | Vålerenga IF (was verhuurd)    |
| Adnane Tighadouini  | Marokko       | AV      | FC Volendam (was verhuurd)     |

### Uit
| Naam               | Nationaliteit | Positie | Nieuwe club                 |
| ------------------ | ------------- | ------- | --------------------------- |
| Stanley Aborah     | België        | MV      | ND Mura 05                  |
| Anthony Annan      | Ghana         | MV      | FC Schalke 04 (was gehuurd) |
| Alexander Büttner  | Nederland     | VD      | Manchester United FC        |
| Ulises Dávila      | Mexico        | MV      | Chelsea FC (was gehuurd)    |
| Kevin van Diermen  | Nederland     | VD      | Excelsior                   |
| Jeroen Drost       | Nederland     | VD      | De Graafschap               |
| Julian Jenner      | Nederland     | AV      | Ferencvárosi TC             |
| Mart Lieder        | Nederland     | AV      | RKC Waalwijk                |
| Marcus Pedersen    | Noorwegen     | AV      | Odense BK (verhuurd)        |
| Raio Piiroja       | Estland       | VD      | FC Flora Tallinn            |
| Adnane Tighadouini | Marokko       | AV      | SC Cambuur (verhuurd)       |

## VVV-Venlo

### In
| Naam                              | Nationaliteit | Positie | Oude club                 |
| --------------------------------- | ------------- | ------- | ------------------------- |
| Guus Joppen                       | Nederland     | VD      | Helmond Sport             |
| Jeffrey Altheer                   | Nederland     | MV      | Helmond Sport             |
| Niki Mäenpää                      | Finland       | DM      | AZ                        |
| Ricky van Haaren                  | Nederland     | MV      | Feyenoord                 |
| Oğuzhan Türk                      | Nederland     | MV      | SC Cambuur                |
| Niclas Heimann                    | Duitsland     | DM      | Red Bull Salzburg         |
| Jules Reimerink                   | Nederland     | AV      | Energie Cottbus           |
| Marcel Seip                       | Nederland     | VD      | Bradford City             |
| Matheus Diovany Pechim Dos Santos | Brazilië      | VD      | Coritiba                  |
| Travis Cooper                     | Australië     | MV      | Central Coast Mariners    |
| Roland Bergkamp                   | Nederland     | AV      | Brighton & Hove Albion FC |
| Ahmed Ammi                        | Nederland     | VD      | ADO Den Haag              |
| Nils Röseler                      | Nederland     | VD      | FC Twente                 |
| Aleksandar Radosavljevič          | Slovenië      | MV      | ADO Den Haag              |
| Yūki Ōtsu                         | Japan         | MV      | Borussia Mönchengladbach  |

### Uit
| Naam               | Nationaliteit | Positie | Nieuwe club              |
| ------------------ | ------------- | ------- | ------------------------ |
| Michael Uchebo     | Nigeria       | AV      | Cercle Brugge            |
| Abdelaziz Khalouta | Nederland     | AV      | Fortuna Sittard          |
| Ken Leemans        | België        | MV      | Hansa Rostock            |
| Michael Timisela   | Nederland     | VD      | n.n.b.                   |
| Dennis Gentenaar   | Nederland     | DM      | Almere City FC           |
| Rogier Molhoek     | Nederland     | MV      | FC Dordrecht             |
| Alex Emenike       | Nigeria       | VD      | n.n.b.                   |
| Ferry de Regt      | Nederland     | VD      | Helmond Sport (verhuurd) |
| Maya Yoshida       | Japan         | VD      | Southampton FC           |

## Willem II

### In
| Naam                 | Nationaliteit | Positie | Oude club         |
| -------------------- | ------------- | ------- | ----------------- |
| Jordens Peters       | Nederland     | VD      | FC Den Bosch      |
| Kees van Buuren      | Nederland     | VD      | FC Den Bosch      |
| Philipp Haastrup     | Duitsland     | VD      | Helmond Sport     |
| Kevin Brands         | Nederland     | MV      | Telstar           |
| Alexander Maes       | België        | MV      | Standard Luik     |
| Jonas Van Kerckhoven | België        | MV      | Club Brugge       |
| Larbi El Harouchi    | Nederland     | AV      | Feyenoord (jeugd) |
| Gaby Jallo           | Nederland     | VD      | Heracles Almelo   |
| Aurélien Joachim     | Luxemburg     | AV      | FC Differdange 03 |

### Uit
| Naam                | Nationaliteit | Positie | Nieuwe club          |
| ------------------- | ------------- | ------- | -------------------- |
| Arjan Swinkels      | Nederland     | VD      | Lierse SK            |
| Giovanni Gravenbeek | Nederland     | VD      | PEC Zwolle           |
| Danny Schreurs      | Nederland     | AV      | MVV                  |
| Joonas Kolkka       | Finland       | AV      | Texas Dutch Lions FC |
| Marlon Pereira      | Nederland     | MV      | n.n.b.               |
| Paweł Wojciechowski | Polen         | AV      | n.n.b.               |

2007/08 (zomer · winter) · 
2008/09 (zomer · winter) · 
2009/10 (zomer · winter) · 
2010/11 (zomer · winter) · 
2011/12 (zomer · winter) · 
2012/13 (zomer · winter) · 
2013/14 (zomer · winter) · 
2014/15 (zomer · winter) · 
2015/16 (zomer · winter) · 
2016/17 (zomer · winter) ·
2017/18 (zomer · winter) ·
2018/19 (zomer · winter) ·
2019/20 (zomer · winter) ·
2020/21 (zomer · winter) ·
2021/22 (zomer · winter) ·
2022/23 (zomer · winter) ·
2023/24 (zomer · winter) ·
2024/25 (zomer · winter) ·